# Bauhinia riedeliana
Bauhinia riedeliana är en ärtväxtart som beskrevs av August Gustav Heinrich von Bongard. Bauhinia riedeliana ingår i släktet Bauhinia och familjen ärtväxter. Inga underarter finns listade i Catalogue of Life.